# Mistrzostwa Świata w Lekkoatletyce 1983 – bieg na 800 m mężczyzn

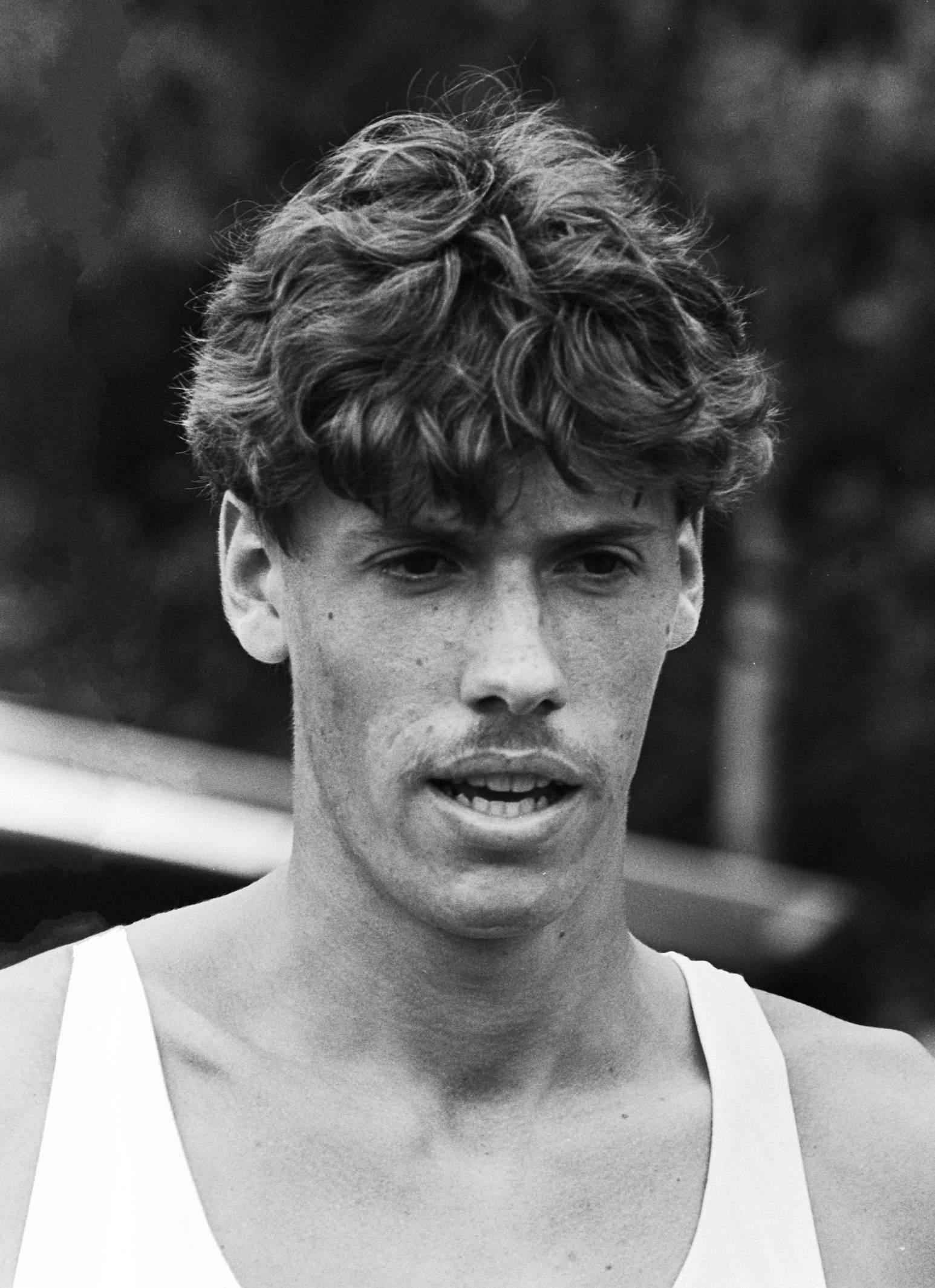
Wicemistrz świata Rob Druppers

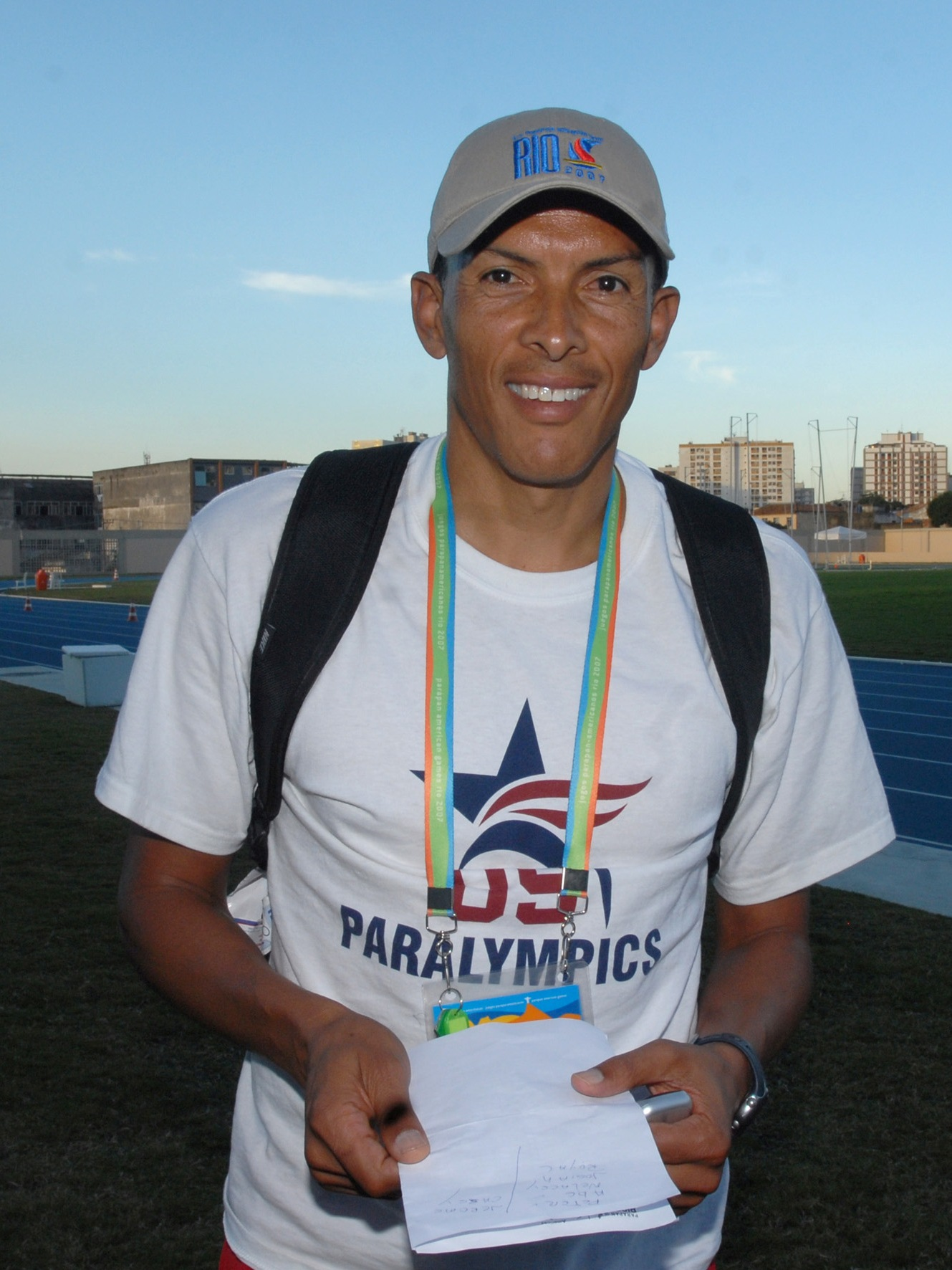
Brązowy medalista Joaquim Cruz

Bieg na 800 metrów mężczyzn – jedna z konkurencji biegowych rozgrywanych podczas lekkoatletycznych mistrzostw świata na Stadionie Olimpijskim w Helsinkach.

## Terminarz
| Data       |            |
| ---------- | ---------- |
| 7 sierpnia | Eliminacje |
| 8 sierpnia | Półfinały  |
| 9 sierpnia | Finał      |

## Rekordy
|               | Zawodnik      | Wynik   | Miejsce   | Data                 |
| ------------- | ------------- | ------- | --------- | -------------------- |
| Rekord świata | Sebastian Coe | 1:41,73 | Florencja | 10 czerwca 1981(dts) |

## Wyniki

### Eliminacje
Rozegrano 8 biegów eliminacyjnych. Z każdego biegu dwóch najlepszych zawodników automatycznie awansowało do półfinałów (Q). Skład półfinalistów uzupełniło ośmiu najszybszych biegaczy spoza pierwszej trójki ze wszystkich biegów eliminacyjnych (q).

### Bieg 1
| Poz. | Imię i nazwisko | Reprezentacja     | Wynik   | Uwagi |
| ---- | --------------- | ----------------- | ------- | ----- |
| 1    | James Robinson  | Stany Zjednoczone | 1:46,32 | Q     |
| 2    | Garry Cook      | Wielka Brytania   | 1:46,44 | Q     |
| 3    | Wiktor Kalinkin | ZSRR              | 1:46,57 | q     |
| 4    | Christoph Ulmer | Szwajcaria        | 1:47,98 |       |
| 5    | Jama Aden       | Somalia           | 1:48,69 |       |
| 6    | Paul Gilbert    | Australia         | 1:51,39 |       |
| 7    | Khaled Khalifa  | Kuwejt            | 1:52,84 |       |
| 8    | Sekou Camara    | Gwinea            | 1:59,90 |       |

### Bieg 2
| Poz. | Imię i nazwisko   | Reprezentacja | Wynik   | Uwagi |
| ---- | ----------------- | ------------- | ------- | ----- |
| 1    | Matthias Assmann  | RFN           | 1:47,45 | Q     |
| 2    | José Luíz Barbosa | Brazylia      | 1:47,47 | Q     |
| 3    | Binko Kolew       | Bułgaria      | 1:47,49 | q     |
| 4    | Peter Bourke      | Australia     | 1:48,15 |       |
| 5    | Petru Drăgoescu   | Rumunia       | 1:48,33 |       |
| 6    | Bo Breigan        | Norwegia      | 1:49,53 |       |
| 7    | Mohammed Darwish  | Irak          | 1:50,68 |       |

### Bieg 3
| Poz. | Imię i nazwisko       | Reprezentacja     | Wynik   | Uwagi |
| ---- | --------------------- | ----------------- | ------- | ----- |
| 1    | Willi Wülbeck         | RFN               | 1:46,55 | Q     |
| 2    | Philippe Dupont       | Francja           | 1:46,62 | Q     |
| 3    | David Patrick         | Stany Zjednoczone | 1:46,76 | q     |
| 4    | Babacar Niang         | Senegal           | 1:47,54 |       |
| 5    | Donato Sabia          | Włochy            | 1:47,62 |       |
| 6    | Sotirios Moutsanas    | Grecja            | 1:48,23 |       |
| 7    | Vincent Confait       | Seszele           | 1:55,04 |       |
| 8    | Jean-Marie Rudasinqwa | Rwanda            | 1:55,12 |       |

### Bieg 4
| Poz. | Imię i nazwisko    | Reprezentacja  | Wynik   | Uwagi |
| ---- | ------------------ | -------------- | ------- | ----- |
| 1    | Detlef Wagenknecht | NRD            | 1:49,20 | Q     |
| 2    | Sammy Koskei       | Kenia          | 1:49,35 | Q     |
| 3    | Omer Khalifa       | Sudan          | 1:49,67 |       |
| 4    | Ronny Olsson       | Szwecja        | 1:49,72 |       |
| 5    | Simon Hoogewerf    | Kanada         | 1:49,92 |       |
| –    | Charlie Oliver     | Wyspy Salomona | DNS     |       |
| –    | Ryszard Ostrowski  | Polska         | DNS     |       |

### Bieg 5
| Poz. | Imię i nazwisko    | Reprezentacja       | Wynik   | Uwagi |
| ---- | ------------------ | ------------------- | ------- | ----- |
| 1    | Agberto Guimarães  | Brazylia            | 1:48,30 | Q     |
| 2    | Alberto Juantorena | Kuba                | 1:48,40 | Q     |
| 3    | Juma Ndiwa         | Kenia               | 1:48,40 |       |
| 4    | Mohamed Zahafi     | Maroko              | 1:49,43 |       |
| 5    | Gordan Hinds       | Barbados            | 1:50,92 |       |
| 6    | Didier Le Guillou  | Francja             | 152,49  |       |
| 7    | Ruthsel Martina    | Antyle Holenderskie | 1:55,67 |       |

### Bieg 6
| Poz. | Imię i nazwisko       | Reprezentacja                     | Wynik   | Uwagi |
| ---- | --------------------- | --------------------------------- | ------- | ----- |
| 1    | David Mack            | Stany Zjednoczone                 | 1:45,84 | Q     |
| 2    | Jorma Härkönen        | Finlandia                         | 1:46,39 | Q     |
| 3    | Peter Elliott         | Wielka Brytania                   | 1:46,53 | q     |
| 4    | José Marajo           | Francja                           | 1:46,78 | q     |
| 5    | Colomán Trabado       | Hiszpania                         | 1:47,10 | q     |
| 6    | Kim Bok-joo           | Korea Południowa                  | 1:48,40 |       |
| 7    | Tisbite Rakotoarisoa  | Madagaskar                        | 1:50,70 |       |
| 8    | Antonio Cadio Paraiso | Wyspy Świętego Tomasza i Książęca | 1:58,47 |       |

### Bieg 7
| Poz. | Imię i nazwisko | Reprezentacja     | Wynik   | Uwagi |
| ---- | --------------- | ----------------- | ------- | ----- |
| 1    | Rob Druppers    | Holandia          | 1:46,12 | Q     |
| 2    | Joaquim Cruz    | Brazylia          | 1:46,12 | Q     |
| 3    | Peter Pearless  | Nowa Zelandia     | 1:47,22 | q     |
| 4    | Mike Solomon    | Trynidad i Tobago | 1:47,30 | q     |
| 5    | Faouzi Lahbi    | Maroko            | 1:47,76 |       |
| 6    | Gawain Guy      | Jamajka           | 1:49,19 |       |
| 7    | John Chappory   | Gibraltar         | 1:52,30 |       |

### Bieg 8
| Poz. | Imię i nazwisko   | Reprezentacja | Wynik   | Uwagi |
| ---- | ----------------- | ------------- | ------- | ----- |
| 1    | Hans-Peter Ferner | RFN           | 1:48,34 | Q     |
| 2    | Michael Hillardt  | Australia     | 1:48,44 | Q     |
| 3    | James Maina Boi   | Kenia         | 1:48,69 |       |
| 4    | Mark Handelsman   | Izrael        | 1:49,02 |       |
| 5    | Mohamed Alouini   | Tunezja       | 1:49,09 |       |
| 6    | William Wuycke    | Wenezuela     | 1:50,71 |       |
| 7    | Luis Ramirez      | Argentyna     | 1:55,77 |       |
| 8    | Clive Williams    | Belize        | 2:03,64 |       |

### Półfinały
Rozegrano 3 biegi półfinałowe. Z każdego biegu 2 najlepszych zawodników awansowało do finału (Q). Skład finalistów uzupełniło dwóch zawodników spoza pozostałych z najlepszymi czasami (q).

### Bieg 1
| Poz. | Imię i nazwisko    | Reprezentacja     | Wynik   | Uwagi |
| ---- | ------------------ | ----------------- | ------- | ----- |
| 1    | Joaquim Cruz       | Brazylia          | 1:45,62 | Q     |
| 2    | James Robinson     | Stany Zjednoczone | 1:46,16 | Q     |
| 3    | Philippe Dupont    | Francja           | 1:46,36 |       |
| 4    | Wiktor Kalinkin    | ZSRR              | 1:46,83 |       |
| 5    | Mike Solomon       | Trynidad i Tobago | 1:47,10 |       |
| 6    | Matthias Assmann   | RFN               | 1:48,73 |       |
| 7    | Michael Hillardt   | Australia         | 1:49,64 |       |
| –    | Alberto Juantorena | Kuba              | DNS     |       |

### Bieg 2
| Poz. | Imię i nazwisko   | Reprezentacja     | Wynik   | Uwagi |
| ---- | ----------------- | ----------------- | ------- | ----- |
| 1    | Willi Wülbeck     | RFN               | 1:46,21 | Q     |
| 2    | Agberto Guimarães | Brazylia          | 1:46,37 | Q     |
| 3    | José Marajo       | Francja           | 1:46,39 |       |
| 4    | David Mack        | Stany Zjednoczone | 1:46,39 |       |
| 5    | Colomán Trabado   | Hiszpania         | 1:46,85 |       |
| 6    | Garry Cook        | Wielka Brytania   | 1:47,48 |       |
| 7    | Sammy Koskei      | Kenia             | 1:48,92 |       |
| 8    | Binko Kolew       | Bułgaria          | 1:50,23 |       |

### Bieg 3
| Poz. | Imię i nazwisko    | Reprezentacja     | Wynik   | Uwagi |
| ---- | ------------------ | ----------------- | ------- | ----- |
| 1    | Hans-Peter Ferner  | RFN               | 1:45,24 | Q     |
| 2    | David Patrick      | Stany Zjednoczone | 1:45,30 | Q     |
| 3    | Peter Elliott      | Wielka Brytania   | 1:45,38 | q     |
| 4    | Rob Druppers       | Holandia          | 1:45,55 | q     |
| 5    | Detlef Wagenknecht | NRD               | 1:45,70 |       |
| 6    | Peter Pearless     | Nowa Zelandia     | 1:47,82 |       |
| 7    | José Luíz Barbosa  | Brazylia          | 1:48,05 |       |
| 8    | Jorma Härkönen     | Finlandia         | 1:49,39 |       |

### Finał
| Poz. | Imię i nazwisko   | Reprezentacja     | Wynik   | Uwagi |
| ---- | ----------------- | ----------------- | ------- | ----- |
| 1    | Willi Wülbeck     | RFN               | 1:43,65 | [ 2 ] |
| 2    | Rob Druppers      | Holandia          | 1:44,20 | [ 3 ] |
| 3    | Joaquim Cruz      | Brazylia          | 1:44,27 |       |
| 4    | Peter Elliott     | Wielka Brytania   | 1:44,87 |       |
| 5    | James Robinson    | Stany Zjednoczone | 1:45,12 |       |
| 6    | Agberto Guimarães | Brazylia          | 1:45,46 |       |
| 7    | Hans-Peter Ferner | RFN               | 1:45,74 |       |
| 8    | David Patrick     | Stany Zjednoczone | 1:46,56 |       |